# Christoph Dressler
Christoph Dressler (* 2. August 1993 in Feldbach) ist ein österreichischer Beachvolleyballspieler.

## Karriere
Dressler wurde 2010 mit Lorenz Petutschnig Fünfter der U19-Weltmeisterschaft in Porto und Vierter der U18-Europameisterschaft an gleicher Stelle. 2011 wurde das Duo außerdem Neunter der U23-EM, die ebenfalls in Porto stattfand. Mit Anton Menner nahm Dressler außerdem an der U19-WM 2011 in Umag teil, schied aber ebenso früh aus wie bei der U21-WM in Halifax mit Fabian Kandolf. 2012 spielten Dressler/Kandolf zwei CEV-Satellite-Turniere und den Grand Slam der FIVB World Tour in Klagenfurt. Bei der nächsten U21-WM in Halifax trat Dressler wieder mit Petutschnig an und wurde Neunter. Das gleiche Ergebnis gab es mit Kandolf bei der U23-WM 2013 in Mysłowice. Bei der U21-WM in Umag reichte es für Dressler mit Lukas Peter Stranger hingegen nur zum 17. Platz. Anschließend gewann er mit Tobias Winter das nationale Turnier in Fürstenfeld und wurde Neunter der Anapa Open. Ebenfalls Neunte wurden Dressler/Kandolf bei der U22-EM in Warna.
Dann bildete Dressler ein neues Duo mit Thomas Kunert. Auf der World Tour 2013 und 2014 waren einige 17. Plätze die besten Ergebnisse für das Duo. Nur bei den Satellite-Turnieren der CEV kamen sie in die Top Ten. Bei der U23-WM 2014, die erneut in Mysłowice ausgetragen wurde, belegte Dressler mit Kandolf den 17. Rang. Erfolgreicher war er bei der U22-EM in Fethiye, wo er mit Benedikt Kattner die Bronzemedaille gewann. 2015 kamen Dressler/Kunert als Neunte in Rio de Janeiro erstmals in die Top Ten eines Open-Turniers auf der World Tour und wenig später folgte ein fünfter Platz in Puerto Vallarta. Anfang 2016 gab es weitere Top-Ten-Ergebnisse bei den Open-Turnieren in Kisch, Xiamen und Fuzhou. Bei der Europameisterschaft 2016 in Biel/Bienne kamen Dressler/Kunert als Gruppendritte in die erste KO-Runde und mussten sich den Niederländern Nummerdor/Varenhorst im Tiebreak geschlagen geben. Beim Continental Cup in Stavanger gewannen sie gemeinsam mit Alexander Huber und Robin Seidl einen zusätzlichen Startplatz für Österreich bei den Olympischen Spielen, den Huber/Seidl dann einnahmen. Danach gab es u. a. noch einen fünften Rang beim CEV-Masters in Jūrmala.
2017 wurden Dressler/Kunert Fünfter und Neunter bei den Drei-Sterne-Turnieren der World Tour in Xiamen und Den Haag sowie ebenfalls Neunter beim CEV-Masters in Baden. Für die WM 2017 in Wien erhielten sie einen der beiden Startplätze der Gastgebernation. Nach einem dritten Platz in ihrer Vorrundengruppe schieden Dressler/Kunert in der Lucky-Loser-Runde gegen ihre Landsleute Seidl/Winter aus.
2018 startete Dressler zunächst zusammen mit Robin Seidl und später mit Alexander Huber. Dressler/Huber gewannen 2019 die 2-Sterne-Turniere in Siem Reap und Qidong und wurden 2021 Dritte beim 4-Sterne-Turnier in Itapema. Bei der Beachvolleyball-Weltmeisterschaft 2022 besiegten sie als Pooldritte in der Lucky Loser Runde die Italiener Benzi/Bonifazi und schieden anschließend in der ersten Hauptrunde gegen die Katarer Cherif Younousse und Ahmed Tijan aus.
Christoph Dressler ist Sportler des Heeressportzentrums des Österreichischen Bundesheers. Als Heeressportler trägt er derzeit den Dienstgrad Korporal.